# Cité de Kwinana
La Cité de Kwinana (City of Kwinana en anglais) est une zone d'administration locale dans la banlieue de Perth en Australie-Occidentale en Australie, à environ 40 kilomètres au sud du centre-ville.

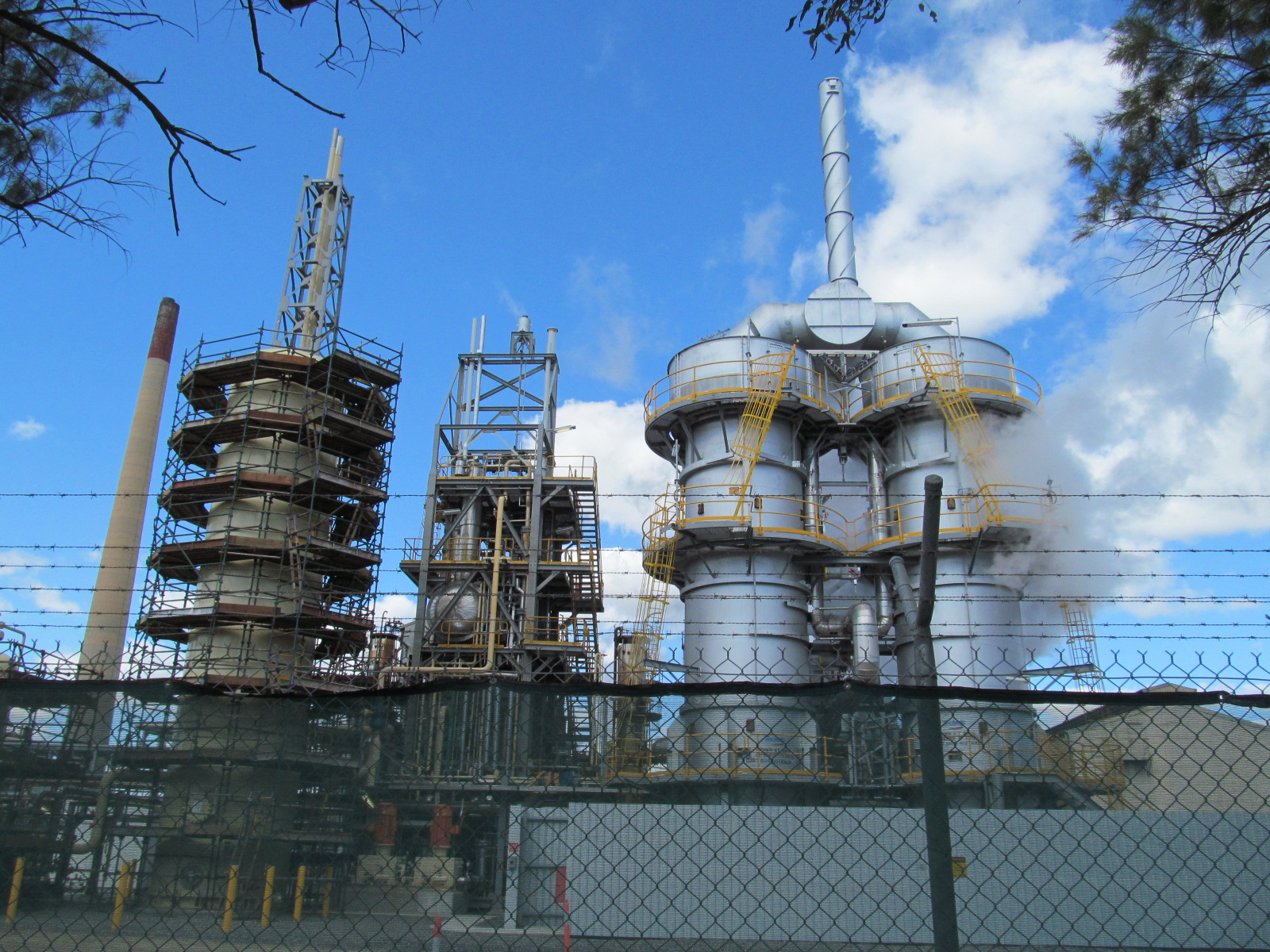
La raffinerie de nickel de Kwinana

## Histoire
La zone doit son nom à un navire, le Kwinana, qui s'était échoué sur ses côtes en 1922. Plusieurs de ses quartiers portent le nom de bateaux qui amenèrent les premiers immigrants (Calista, Medina, Parmelia).
Kwinana est un mot aborigène qui signifie « jeune femme ».

## Administration
La zone est divisée en un certain nombre de localités :
- Anketell
- Bertram
- Calista
- Casuarina
- Hope Valley
- Kwinana
- Kwinana Beach
- Kwinana Centre-Ville
- Leda
- Mandogalup
- Medina
- Naval Base
- Orelia
- Parmelia
- Postans
- The Spectacles
- Wandi
- Wellard

La zone a 8 conseillers et est découpée en 3 circonscriptions:
- Central Ward (6 conseillers)
- East Wards (1 conseiller)
- West Wards (1 conseiller).

## Démographie
| Année | Population |
| ----- | ---------- |
| 1954  | 2 801      |
| 1961  | 4 663      |
| 1966  | 5 777      |
| 1971  | 12 224     |
| 1976  | 13 687     |
| 1981  | 13 623     |
| 1986  | 14 025     |
| 1991  | 17 242     |
| 1996  | 19 136     |
| 2001  | 20 765     |
| 2006  | 23 198     |
| 2007  | 25 128     |
| 2008  | 26 457     |
| 2009  | 28 036     |
| 2010  | 29 029     |